# Tazlău
Tazlău es una comuna ubicada en el distrito de Neamț, Rumania.

## Superficie
Posee una superficie de 161,9 kilómetros cuadrados.

## Demografía
Hasta 2021 la población era de 2381 habitantes, con una densidad de población de 14,70 habitantes por kilómetro cuadrado.